# 1001 Video Games You Must Play Before You Die
1001 Video Games You Must Play Before You Die – publikacja z rodzaju opracowania encyklopedycznego, wydana po raz pierwszy w październiku 2010 roku. Zawiera listę tysiąca jeden gier komputerowych wydanych pomiędzy 1970 a 2010 rokiem, w które – jak sugerują autorzy w tytule – powinno zagrać się przed śmiercią. Gry ułożone zostały chronologicznie, w kolejności wydania, a wszystkie opatrzone są krótkimi esejami napisanymi przez krytyków gier komputerowych. Części z nich towarzyszą również zrzuty ekranu. Redaktorem opracowania był Tony Mott, wieloletni współpracownik poświęconego elektronicznej rozrywce czasopisma „Edge”, a wstęp napisany został przez projektanta gier komputerowych Petera Molyneux. Publikacja napisana została w podobnym stylu, co 1001 albumów muzycznych: Historia muzyki rozrywkowej, również wydana przez wydawnictwo Universe Publishing.

## Odbiór
Publikacja spotkała się z pozytywnym przyjęciem ze strony recenzentów. Chwalona była przede wszystkim za bogactwo zawartych w niej informacji, krytykowana jednak za dobór niektórych wpisów. Recenzent serwisu PopMatters stwierdził, że chociaż pochwala większość wytypowanych do książki gier komputerowych, w tym przede wszystkim zawarcie na liście mniejszych, nieraz eksperymentalnych produkcji, część z nich – jak chociażby Army of Two: The 40th Day – uważa za chybione. Recenzent tygodnika „The Austin Chronicle” pochwalił przekrój historyczny, jaki prezentuje opracowanie, skrytykował jednak fakt, że na liście pojawia się wiele kontynuacji wydawanych od lat serii, takich jak chociażby Final Fantasy czy Resident Evil. W wywiadzie dla brytyjskiego czasopisma „Starbust” recenzent Callum Shephard stwierdził, że 1001 Video Games You Must Play Before You Die jest „dobrym przewodnikiem”, zakładając, że wyraźnie niedomaga w kwestii gier na urządzenia przenośne, a niektórym tytułom nie poświęcono w opracowaniu wystarczającej uwagi.